# Andrea Colleluori
Andrea Colleluori (Penne, 17 maggio 2000) è un ex pallamanista e allenatore di pallamano italiano.

## Carriera

### Gli inizi
Colleluori inizia a giocare a pallamano nel Città Sant'Angelo, dove esordisce in Serie A a soli 15 anni. Dopo due anni di Serie A e uno di Serie B, viene girato in prestito alla Polisportiva Cingoli, che gli affida le chiavi della porta da titolare nel campionato che segna il ritorno al girone unico in Italia. A fine anno retrocede in Serie A2, ma le prestazioni offerte lo portano a rispondere alle convocazioni delle nazionali di categoria e a quella maggiore.

### Nantes
Il 23 giugno 2019 viene ufficializzato il suo passaggio all'HBC Nantes, blasonata squadra europea, dove firma un contratto di tre anni. Colleluori viene affidato all'accademia della squadra francese e aggregato alla seconda squadra, dove disputa in campionati di terza lega.
Il 1º ottobre 2020 fa il suo debutto in Champions League, nel match contro il Barcellona, valevole per la fase a gironi del torneo. 

### Il ritorno a Cingoli
Il 4 febbraio, a seguito della decisione della Federazione francese di sospendere tutti i campionati non professionali, Colleluori fa ritorno a Cingoli per aiutare la squadra nella seconda metà del campionato

### JS Cherbourg
Prima della decisione di tornare a Cingoli, Colleluori aveva già firmato un contratto con il Cherborug, squadra di ProLigue con mire di promozione in StarLigue. L'inizio di stagione 2021-2022 lo vede spesso alternarsi col suo compagno Ivah, che però ben presto lo supera nelle gerarchie partendo titolare e relegando Colleluori in panchina.

### Meran
Sul finire di stagione 2021-2022 vien ufficializzato il suo ingaggio per la stagione 2022-23 al Meran tramite i profili social del club altoatesino. Rimane fino al 2025, dopo che si ritira prematuramente per problemi fisici.

### Nazionale

#### Giovanili
Con la nazionale U18 partecipa ai Giochi del Mediterraneo giovanili, raggiungendo il quarto posto. Nell'estate del 2018 vince da protagonista i Campionati europei di Seconda divisione in Georgia, promuovendo di fatto l'Italia in Prima divisione. 

#### Maggiore
Fa il suo debutto in Nazionale maggiore nell'Adriatic Cup, torneo amichevole disputato contro Turchia, Ucraina e Lettonia in preparazione alle gare di qualificazioni agli Europei 2022
Il suo esordio in gare ufficiali avviene il 10 gennaio 2019 contro il Kosovo in una gara valevole per le qualificazioni ai Mondiali 2021.
Il 4 dicembre 2024 viene inserito nella long list dei convocati per il ritiro pre Mondiale 2025.

## Palmarès

### Nazionale

#### Giovanile
- Campionato europeo maschile Under 18 - Seconda Divisione: 
2018

### Individuale
- FIGH Awards:

Miglior portiere 2022
Miglior portiere 2023
Miglior portiere 2024

## Statistiche

### Cronologia, presenze e reti in nazionale
Aggiornato al 10 marzo 2021
| Data       | Città      | In casa    | Risultato | Ospiti     | Competizione               | Reti |
| ---------- | ---------- | ---------- | --------- | ---------- | -------------------------- | ---- |
| 10-01-2019 | Benevento  | Italia     | 28-28     | Kosovo     | Qual. Mondiali 2021        |      |
| 11-01-2019 | Benevento  | Georgia    | 28-25     | Italia     | Qual. Mondiali 2021        |      |
| 12-01-2019 | Benevento  | Italia     | 24-29     | Romania    | Qual. Mondiali 2021        |      |
| 08-11-2020 | Pescara    | Italia     | 24-39     | Norvegia   | Qual. Euro22               |      |
| 10-01-2021 | Valmiera   | Lettonia   | 31-29     | Italia     | Qual. Euro22               |      |
| 13-10-2022 | Katowice   | Polonia    | 30-23     | Italia     | Qual. Euro24               |      |
| 16-10-2022 | Pescara    | Italia     | 29-40     | Francia    | Qual. Euro24               |      |
| 01-11-2023 | Sakarya    | Turchia    | 37-28     | Italia     | Qual. Mondiali 2025        |      |
| 05-11-2023 | Chieti     | Italia     | 37-27     | Turchia    | Qual. Mondiali 2025        |      |
| 13-03-2024 | Hasselt    | Belgio     | 25-29     | Italia     | Qual. Mondiali 2025        |      |
| 18-03-2024 | Pescara    | Italia     | 33-31     | Belgio     | Qual. Mondiali 2025        |      |
| 09-05-2024 | Conversano | Italia     | 32-26     | Montenegro | Qual. Mondiali 2025        |      |
| 12-05-2024 | Podgorica  | Montenegro | 32-34     | Italia     | Qual. Mondiali 2025        |      |
| 06-11-2024 | Sagunto    | Spagna     | 31-30     | Italia     | Qual. Euro26               |      |
| 10-11-2024 | Fasano     | Spagna     | 31-30     | Italia     | Qual. Euro26               |      |
| 14-01-2025 | Herning    | Italia     | 32-25     | Tunisia    | Mondiali 2025 - 1º turno   |      |
| 16-01-2025 | Herning    | Italia     | 32-23     | Algeria    | Mondiali 2025 - 1º turno   |      |
| 18-01-2025 | Herning    | Danimarca  | 39-20     | Italia     | Mondiali 2025 - 1º turno   |      |
| 21-01-2025 | Herning    | Rep. Ceca  | 18-25     | Italia     | Mondiali 2025 - Main Round |      |
| 23-01-2025 | Herning    | Italia     | 27-34     | Germania   | Mondiali 2025 - Main Round |      |
| Totale     |            | Presenze   | 20        |            | Reti                       | 0    |